# Astidâmia (filha de Pélope)
Astidâmia ou Astidameia, na mitologia grega, foi, segundo Pseudo-Apolodoro, a avó materna (mortal) e a bisavó (pelo lado de Alcmena) de Héracles.
De acordo com Pseudo-Apolodoro, Perseu e Andrômeda tiveram vários filhos, dentre os quais Electrião e Alceu; Alceu se casou com Astidâmia, filha de Pélope, e teve um filho, Anfitrião e uma filha, Anaxo. Anaxo casou-se com seu tio Electrião, e teve uma filha, Alcmena, e vários filhos, Stratobates, Gorgophonus, Phylonomus, Celaeneus, Amphimachus, Lysinomus, Chirimachus, Anactor e Arquelau. Esta genealogia explica porque Héracles se chamava inicialmente Alcides ou mesmo Alceu.
Pseudo-Apolodoro apresenta outras versões sobre quem seria a esposa de Alceu: poderia ser Laonome, filha de Guneus ou Hipponome, filha de Menoeceus.